# Ectropothecium obtusulum
Ectropothecium obtusulum är en bladmossart som beskrevs av Iwatsuki 1967. Ectropothecium obtusulum ingår i släktet Ectropothecium och familjen Hypnaceae. Inga underarter finns listade i Catalogue of Life.